# Догматика
Догматика је богословска наука која систематски излаже догмате хришћанске вере.
Назив догматика употребљен је најпре у XVII веку, али тада није означавао посебну богословску дисциплину. Она то постаје у другој половини XVIII века. 
Предмет догматике је догма (грч. δόγμα), односно догмати, а особине догме су:
- Богооткривеност — основна особина, потврђује божанско порекло догме,
- Црквеност — с обзиром на то да је догма дело Откривења, онда је и дело Цркве, јер је Црква тело Откривења,
- Општеобавезност — неопходност за спасење сваког члана Цркве, и
- Неизменљивост — особина која истиче из богооткривености, црквености и општеобавезности.

Другим речима, догматика има богооткривене догмате као главни предмет свог научног рада; они извиру из Божијег Откривења а формулише их саборни ум Цркве (1 Кор 2,16). Око овог предмета догматике, концентрише се сав догматски материјал, који се може поделити на два дела:
1. Део, који говори ο унутрашњем животу Бога и особинама његове суштине. Састоји се из догмата ο суштини и јединству Бога и догмата ο тројичности Божанских Лица, и
2. Део, који говори ο односу Бога према свету и човеку. Састоји се из неколико општих догмата, од којих један разматра Бога као Творца и Промислитеља, други као Спаситеља, трећи као Осветитеља и четврти као Судију.

## Извор и историјат
Једини извор догматике јесте Божије Откривење, које је током времена од стране Цркве излагано кратким обрасцима вере — символима, у одредбама Васељенских и помесних сабора и у вероисповедањима Светих Отаца и учитеља Цркве. Историја Црквене догматике дели се на два периода:
- Први период обухвата време од апостолског доба до Св. Јована Дамаскина (780), а њега карактерише више или мање системско излагање догматских истина. Овај период почиње Оригеновим списом Ο начелима, а завршава се епохалним делом у историји догматике Тачно изложење Православне вере, Св. Јована Дамаскина.
- Други период обухвата време од Св. Јована Дамаскина до данас, а у том периоду догматика се креће у оквиру ненадмашног дела Св. Дамаскина, мада се истичу и друга дела, нарочито у Руској Православној цркви, Митрополита Макарија и Архимандрита Филарета.

Задатак догматике је да у систему изложи свете догмате откривења, онако како их има, чува, предаје и објашњава Једна, Света, Саборна и Апостолска Црква.